# Jewel (film)
Jewel è un film del 1915 diretto da Phillips Smalley e Lois Weber (che non viene accreditata nei titoli). Tratto dal romanzo Jewel: A Chapter in Her Life di Clara Louise Burnham pubblicato a Boston nel 1903, venne sceneggiato dalla stessa regista che, insieme al marito, firma il film anche come produttrice.
Nel 1923, Lois Weber dirigerà una nuova versione del romanzo dal titolo L'intrusa (A Chapter in Her Life). Il nuovo film sarà prodotto e distribuito dall'Universal Pictures.

## Trama
Rimasta vedova e senza un soldo, la signora Evringham si trasferisce dal suocero, un uomo ricco ma dal carattere triste e irritabile. I suoi piani sono quelli di maritare la figlia Eloise al ricco dottor Ballard. Il burbero padrone di casa un giorno riceve una lettera dall'altro suo figlio, Harry, che gli annuncia di essere in partenza insieme alla moglie per un viaggio di affari in Europa e gli chiede di ospitare in quel periodo la loro figlia Jewel. Davanti al parere contrario della nuora, il signor Evringham decide invece di accettare di ospitare la nipote. La ragazza, quando arriva, è accolta gelidamente e trattata in maniera formale e rigida dall'inflessibile governante, la signora Forbes. Ben presto, però, il carattere allegro di Jewel comincia a sciogliere la barriera di ghiaccio che la divide dal resto della famiglia. Attraverso la sua fede nella Christian Science, Jewel si cura dalla febbre, ammorbidisce e converte il nonno, rieduca cugina e zia e induce il figlio della signora Forbes a smettere di bere. Attraverso i suoi sforzi, il "castello della discordia" si trasforma in un "castello contento".

## Produzione
Il film venne prodotto nel 1915 dall'Universal Film Manufacturing Company (con il nome "a Broadway Universal Feature").

## Distribuzione
Il copyright del film, richiesto dalla Universal Film Mfg. Co., Inc., fu registrato il 7 agosto 1915 con il numero LP6053.
Fu distribuito in sala dalla Universal Film Manufacturing Company, casa produttrice del film, che lo fece uscire negli Stati Uniti il 30 agosto 1915.